# Seymour Ginsburg
Seymour Ginsburg (* 12. Dezember 1927 in Brooklyn; † 5. Dezember 2004) war ein US-amerikanischer Informatiker. Er war Pionier der Automatentheorie,  Formalen Sprachen und Datenbanktheorie im Besonderen und der Informatik im Allgemeinen. Seine Arbeiten haben dazu beigetragen, die Theoretische Informatik von den Disziplinen der Mathematik und Elektrotechnik abzugrenzen.
Im Laufe seiner Karriere hat Ginsburg über 100 wissenschaftliche Publikationen und drei Bücher zu verschiedenen Themen der Informatik veröffentlicht.